# リップ (芸能プロダクション)
株式会社リップ（R・I・P inc.）は、東京都に本社を置く芸能プロダクションである。

## 会社概要
1998年（平成10年）11月に設立。2001年（平成13年）には小向美奈子がフジテレビビジュアルクイーンに、杉本文乃がミュージカル『美少女戦士セーラームーン』における主要キャラクター・セーラージュピター役にそれぞれ抜擢され、2003年（平成15年）には矢吹春奈がテレ朝エンジェルアイに選ばれ、人気を集めた。
2008年（平成20年）頃からグラビア・写真集・DVDなどの制作も本格的に開始し、『サンスポGOGOクイーン』、『ミスヤングチャンピオン』などのオーディションの企画・運営なども行なっている。
2018年（平成30年）頃からは橋本梨菜や犬童美乃梨らを中心に「リップガールズ」としてグラビア誌面に掲載されることも多く、「第2のイエローキャブ」とも呼ばれる。同年8月頃から妹分グループとして「リップユース」 (R・I・P youth) を立ち上げ、従来のリップとは別にマネジメントを行なっていたが、2021年（令和3年）現在では撤廃してリップに一本化している。また、人気グラビアアイドルが多数出演する『はなまる撮影会』の運営・企画も行っている。
このほか、アイドルユニット・sherbet、ヤンチャン学園音楽部、sherbetNEOのプロデュースなども行っている。
2022年（令和4年）春には大阪市北堀江に大阪オフィスを設立したが軌道に乗らず、同年限りで撤退している。
2024年3月に破産となったフィット所属者を4月1日付けで一部マネージャーとともに受け入れており、第二マネージメント事業部を形成している。
2022年時点で代表取締役社長を務めていた近江晃は、「ベテランから新人までの層の厚さ」や「イメージDVDの精力的なリリース」を特色として挙げている。

## 事業所
- 東京はなまるスタジオ（東京都千代田区神田神保町3-2-9）

## 所属タレント

### 第一マネージメント事業部
- 橋本梨菜
- 森咲智美
- 葉月あや
- 薄井しお里
- 河路由希子
- まいてぃ
- 芹沢まりな
- 水沢まい
- 戸田れい
- 佐野水柚
- 竹川由華
- 熊谷麻音
- 湊みそら
- 瀬戸なみ
- 椎名あき
- 堀江りほ
- 比留川マイ
- 美羽フローラ
- 井東なの
- 三田悠貴
- 木南美々
- 須能咲良
- 歩りえこ
- 潮崎まりん
- 桜井萌衣
- 堀みなみ
- 林あいり
- 司馬わかな
- 川島かなみ
- 小彩楓
- 山田あい
- りさありさ
- 新田妃奈

### 第二マネージメント事業部
- 吉木りさ
- 彩川ひなの
- そよん
- 桜みゆ
- 桜木美貴
- 松島かのん
- 白濱美兎
- 依田華澄
- 春野楓華
- 星奈沙耶
- 小林羽華
- 鈴野那奈
- 井上心那
- 夏川あかり[注 2]
- 中村真帆
- 蓮実菜乃葉

## 過去の所属者
R・I・P、R・I・P youth共通。
- 川村あんな（W∞アンナ）
- 中川杏奈（W∞アンナ）
- 黒沢ゆう子
- 杉本文乃
- 西村理沙
- 小向美奈子
- 矢吹春奈
- 渡辺奈緒子
- ☆まかりな☆
- 月城まゆ
- 遠野千夏
- 春菜めぐみ
- 永瀬花帆
- 乙陽葵
- 柚乃花
- 鶴祀眞歩
- 樹智子
- 桃々さや
- 田口あわ
- 水野さき
- 桜木まつり
- 小日向奏音
- 佐々木紘香
- 高嶺ひとみ
- 甘野ゆま
- 小島祥子[注 3]
- ☆HOSHINO
- 加藤愛乃
- まだまみき
- 小沢愛美
- 二宮歩美
- 楓
- 嘉門洋子
- 甲斐まり恵
- 尾崎ナナ[注 4]
- 岡崎由佳
- 佐藤さくら
- 原愛実
- 小澤らいむ[注 5]
- 為近あんな
- 夏希リラ
- 今野ゆい
- 桜井えりな[注 6]
- 秋山かほ
- 愛場れいら
- 南里
- 秋本ひまり
- 楼ゆい
- 紗月めい
- AKO[注 7]
- 宮里ゆりは
- 犬童美乃梨
- 緒方咲
- 鈴乃八雲
- 山岸楓[注 8]
- 仲村美海
- 池尻愛梨[注 9]
- 蒼野杏
- 成瀬しゆ
- 来栖有紀
- 神谷麻美
- 由衣
- 杏ちゃむ
- 貴瀬ゆか
- 金子智美[注 10]
- ダリちゅーる
- 西野咲
- 七海あやか[注 11]
- 工藤れみ
- みうららら
- 川島愛里沙
- サーシャ菜美[注 12]
- 時希美穂
- 爽香

## 企画・運営
- ミスFLASH[3]
- ミスヤングチャンピオン[3]
- サンスポGoGoクイーン
- サンスポ Race Queen Award